# Gistelhof
Gistelhof, met het voorzetsel Noord-, Oost- of West-, is de naam van drie straten in Brugge.

## Beschrijving
De straten danken hun naam aan de heren van Gistel, waaronder Jacob II van Gistel. In de buurt lag in de 13de - 14de eeuw hun hoofdresidentie in Brugge, het Hof van Gistel. Hun hoofdbron van inkomsten lag ook niet zo veraf, namelijk de Grote Tol aan de Sint-Jansbrug.
De straat van hun residentie werd het Gistelhof, maar de naam veranderde nadat de familie van Gistel naar een pand aan de Naaldenstraat was verhuisd. De nieuwe naam werd Hoedenmakersstraat. Maar de drie straten die er rond lagen bleven hun naam behouden: het Noord-Gistelhof, het Oost-Gistelhof en het West-Gistelhof.
Het Noord-Gistelhof loopt van Maagdendal naar de Sterstraat en heeft op de hoek de Godshuizen van het Metselaarsambacht, het West-Gistelhof van de Augustijnenrei naar het Noord-Gistelhof en het Oost-Gistelhof van de Augustijnenrei naar de Sterstraat.